# Solid (KDE)
Solid — фреймворк интеграции оборудования, разработанный для KDE 4. Функционально Solid похож на Phonon, поскольку непосредственно оборудованием не управляет, а предоставляет единый API для программ.
Solid поддерживает udev, NetworkManager и BlueZ (стек Bluetooth для Linux). Стоит заметить, что подобные компоненты могут быть заменены в любой момент без переписывания программ, использующих Solid, что позволяет делать такие программы легко переносимыми, не беспокоясь о непосредственном взаимодействии с оборудованием и работающим с ним программным обеспечением.